# Culebra
Pour les articles homonymes, voir Pic Culebra.
Culebra est une petite île de Porto Rico située à une dizaine de kilomètres à l'est de l'île principale.

## Toponymie
Son nom signifie « couleuvre » en espagnol.

## Géographie
- Superficie : 30,1 km2
- Population : 1 868 hab. (2000)
- Capitale : Dewey
- Langues : espagnol et anglais

D'un point de vue géologique, Culebra fait partie du groupe des Îles Vierges contrairement à Vieques qui se rattache à Porto Rico. Culminant à 185 mètres au Monte Resaca, c'est une île beaucoup plus aride que Porto Rico et qui de plus ne possède pas de cours d'eau permanents (l'eau est importée de Vieques).
La plupart des îlots entourant Culebra (Culebrita, Cayo Norte, Cayo Luis Peña, Cayo Lobo pour les principaux), ainsi que certaines zones côtières de l'île principale, sont des réserves naturelles maritimes (pour une surface totale de 6 km2) principalement dédiées à la reproduction de différentes espèces de tortues de mer. Le Refuge faunique national de Culebra fut créé en 1909 par le président Theodore Roosevelt, elle comprend environ 50 000 individus.

## Histoire
Découverte en même temps que Porto Rico en 1493 par Christophe Colomb lors de son deuxième voyage, elle est alors habitée par les Indiens Tainos. Pendant trois siècles elle servit de refuge aux pirates, dont le célèbre Henry Morgan. En 1875, un anglais noir du nom de Stevens fut nommé gouverneur de l'île par le gouvernement de Vieques. Il devait protéger des pirates, l'île et les pêcheurs de la côte, mais fut assassiné la même année. Culebra n'a été réellement habitée qu'à partir d'octobre 1880 avec l'implantation de Cayetano Escudero Sanz. Le 25 septembre 1882, commença l'édification du phare de Culebrita, un îlot au nord-est de Culebra, qui fut terminée le 25 février 1886. Ce phare est resté pendant près de 100 ans le plus ancien de la mer des Caraïbes, jusqu'à sa mise hors service en 1975.

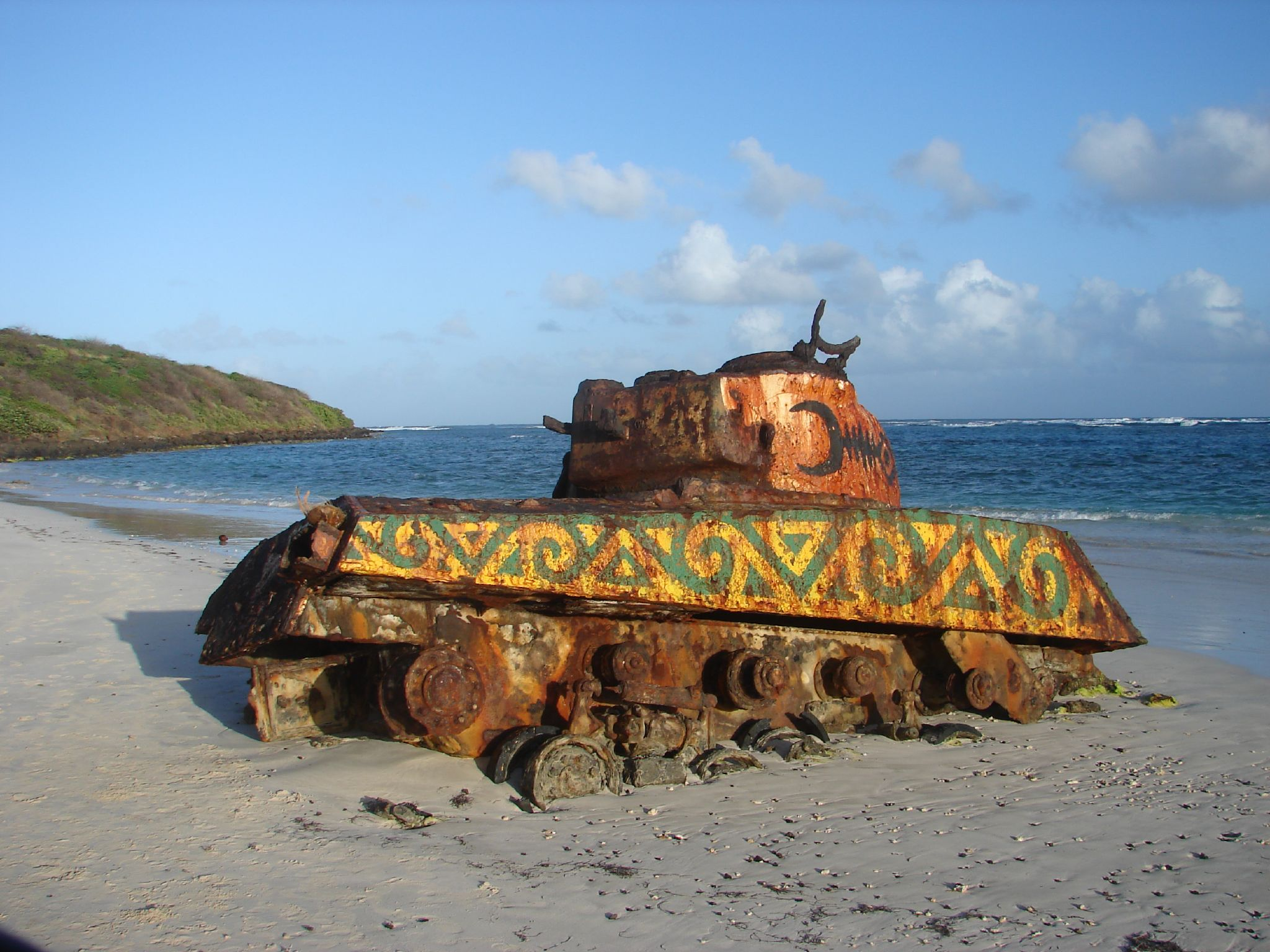
Un vieux char US sur une plage de Culebra

En 1902, Culebra fut intégrée à l'île de Vieques. En 1903, le président américain Theodore Roosevelt, créa une zone navale militaire sur l'île à des fins d'entraînement au bombardement. La population de Culebra protesta violemment à partir de 1971, pour obtenir gain de cause en 1975, avec le déplacement des opérations sur l'île de Vieques.
Culebra a été déclarée municipalité indépendante en 1917, mais le gouverneur de l'île était nommé jusqu'en 1960 par l'administration de Porto Rico. À partir de cette date, l'île élit librement ses représentants.
L'île a été le territoire de Porto Rico le plus durement touché par le passage de l'ouragan Irma le 6 septembre 2017.

## Économie
Il existe un aérodrome (Culebra Airport, code AITA : CPX), très bien desservi, la reliant en 15 minutes à San Juan. On peut également y accéder par un ferry (bi-quotidien) en 1h de traversée depuis Fajardo ou en 45 minutes depuis Vieques.
L'économie de l'île est essentiellement basée sur le tourisme et ses retombées. De nombreux porto-ricains aiment à passer le week-end sur les plages somptueuses et peu fréquentées de l'île. Les récifs bordant les plages sont populaires pour les plongeurs amateurs.
Les principales plages de l'île sont:
- Flamingo Beach
- Brava Beach
- Las Vacas Beach
- Larga Beach
- Pueblo Español
- Punta Soldado Beach
- Resaca Beach
- Tamarindo Beach
- Tortuga Beach

## Galerie

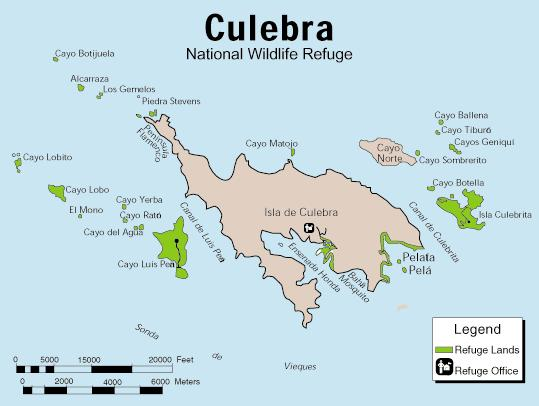
Culebra National Wildlife Refuge en vert
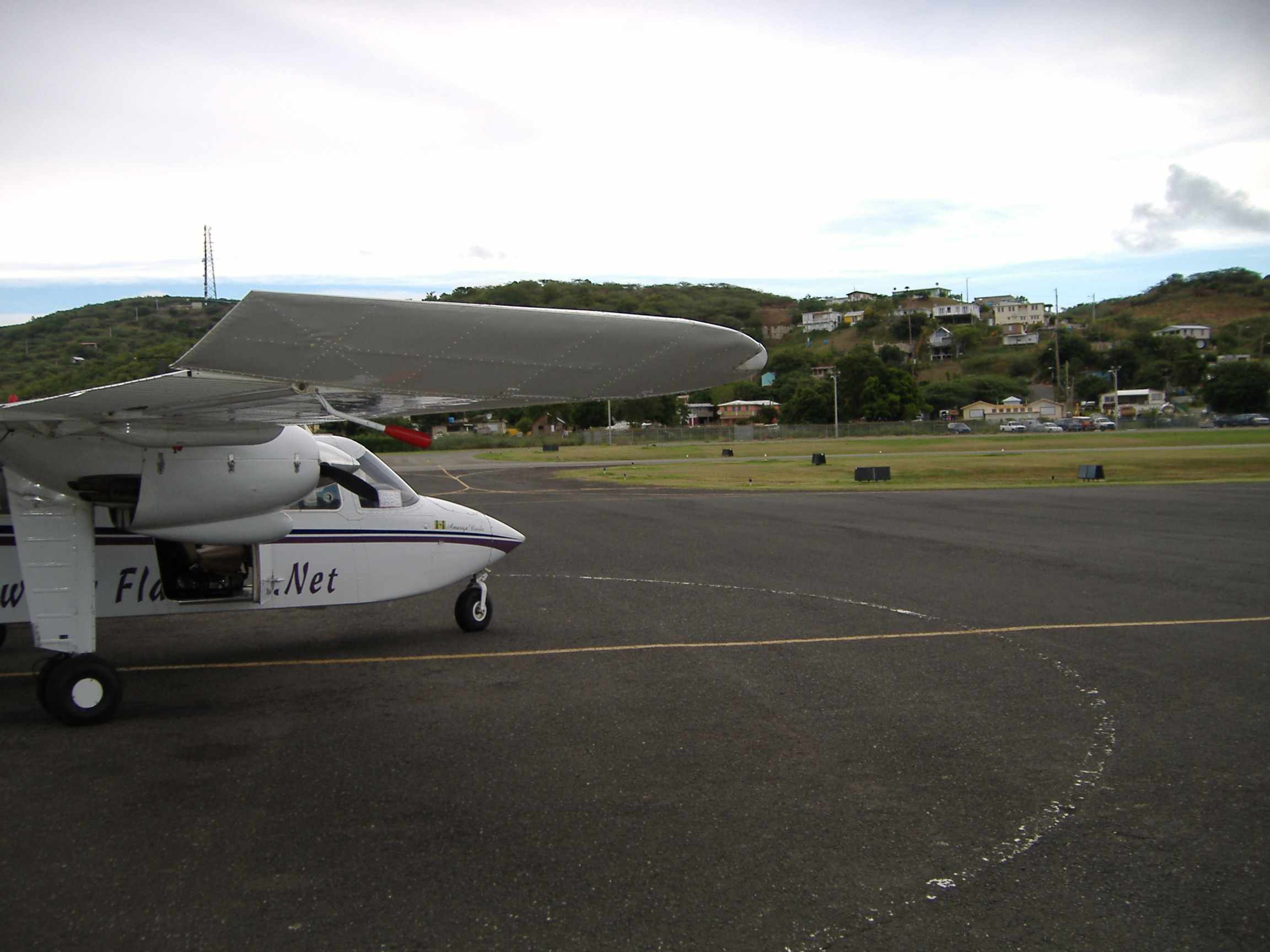
Aéroport de Culebra
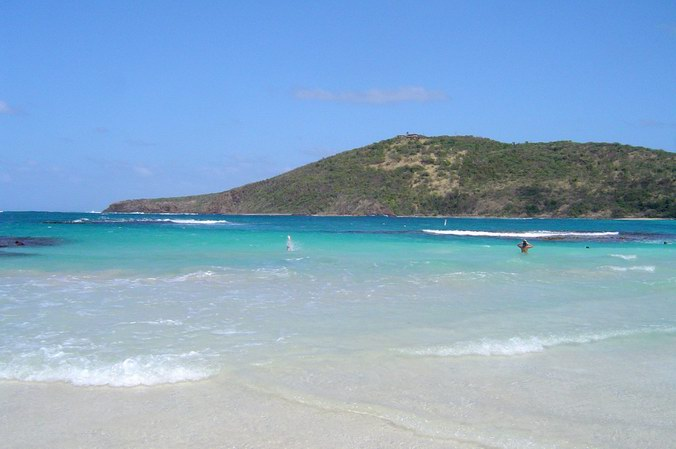
Flamingo Beach, la plage la plus célèbre
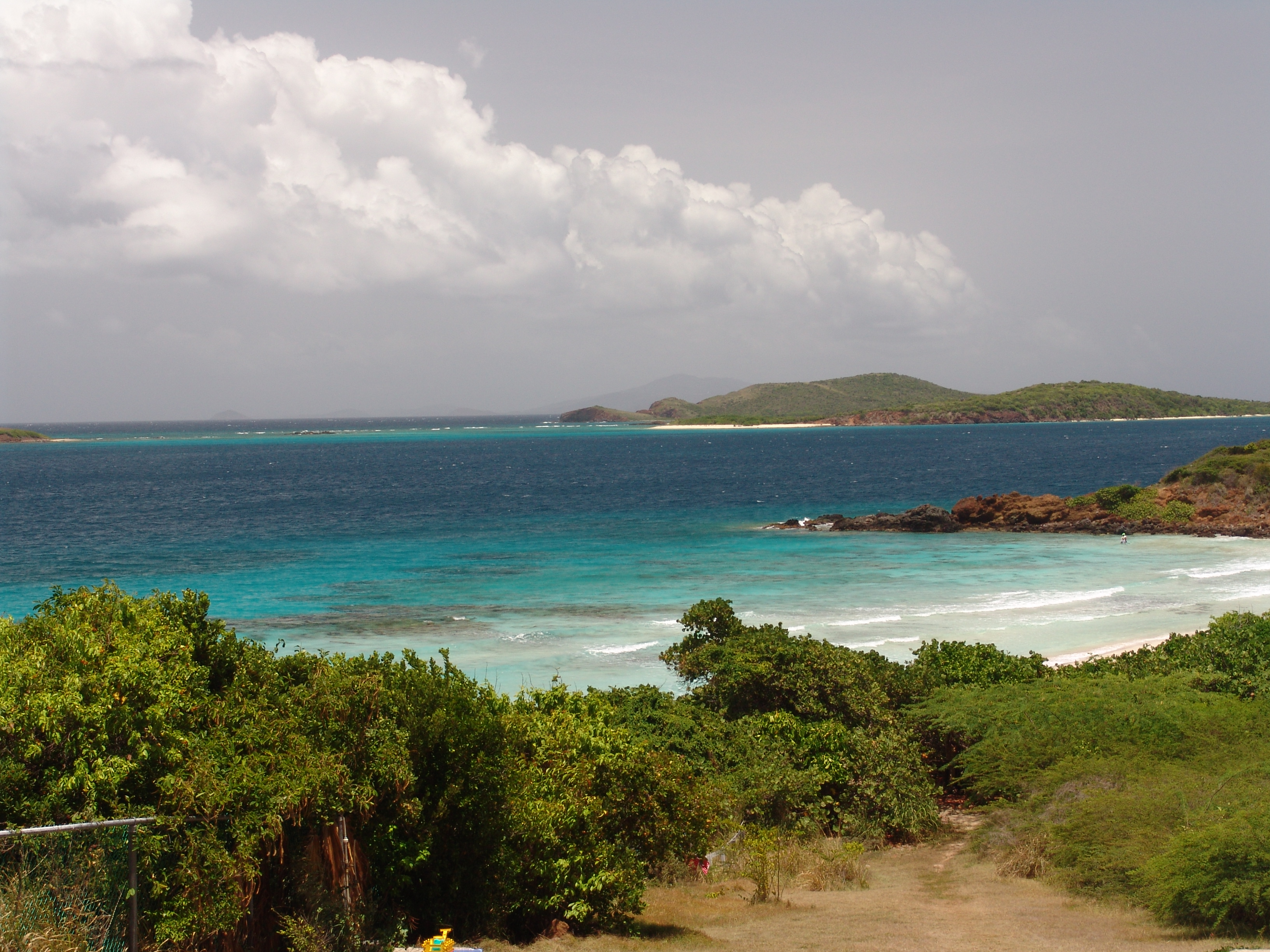
Une autre plage